# Yūko Nakanishi
Yūko Nakanishi (中西悠子?, Nakanishi Yūko; Ikeda, 24 aprile 1981) è un'ex nuotatrice giapponese.

## Biografia
Specializzata nella farfalla riuscì, alle Olimpiadi di Atene del 2004, a posizionarsi sul terzo gradino podio nella gara dei 200 metri.

## Palmarès
- Giochi olimpici

Atene 2004: bronzo nei 200m farfalla.
- Mondiali

Barcellona 2003: bronzo nei 200m farfalla.
Montréal 2005: bronzo nei 200m farfalla.
- Giochi PanPacifici

Victoria 2006: argento nei 200m farfalla e nella 4x100m misti.
- Universiadi

Pechino 2001: oro nei 200m farfalla.